# Brian Baker (tenista)
Brian Baker (* 30. dubna 1985 Nashville, Tennessee) je americký profesionální tenista. Ve své dosavadní kariéře nevyhrál na okruhu ATP World Tour žádný turnaj. Na challengerech ATP a okruhu ITF získal do května 2012 šest titulů ve dvouhře a šest ve čtyřhře.
Na žebříčku ATP byl ve dvouhře nejvýše klasifikován v červnu 2012 na 123. místě a ve čtyřhře pak v říjnu 2004 na 113. místě.
Na juniorce French Open 2003 se probojoval do finále dvouhry, v níž podlehl Švýcaru Stanislasu Wawrinkovi. Vyhrál také Orange Bowl. Na juniorském světovém žebříčku ITF nejvýše figuroval na 2. příčce.
Mezi muži zdolal na US Open 2005 devátého nasazeného hráče Gastóna Gaudia a ve druhém kole vypadl. Na turnaji Open de Nice Côte d’Azur 2012 hraném na francouzské riviéře se z kvalifikace probojoval až do svého premiérového finále na okruhu ATP Tour, když postupně zdolal Stachovského, Monfilse, Kukuškina a v semifinále Davyděnka. V boji o titul nestačil na španělského obhájce titulu Nicoláse Almagra.

## Finálové účasti na turnajích ATP World Tour
| Legenda (před/od 2009)                                          |
| D – dvouhra; Č – čtyřhra                                        |
| Grand Slam (0–0)                                                |
| Tennis Masters Cup / ATP World Tour Finals (0–0)                |
| ATP Masters Series / ATP World Tour Masters 1000 (0–0)          |
| ATP International Series Gold / ATP World Tour 500 series (0–0) |
| ATP International Series / ATP World Tour 250 series (0–1 D)    |

### Dvouhra

#### Vítěz
| Stav      | Č. | Datum           | Turnaj | Povrch | Finalista       | Výsledek |
| --------- | -- | --------------- | ------ | ------ | --------------- | -------- |
| Finalista | 1. | 26. května 2012 | Nice   | antuka | Nicolás Almagro | 3–6, 2–6 |

## Finále na challengerech ATP a okruhu Futures
| Legenda             |
| ------------------- |
| Challengery (2–2 D) |
| Futures (4–2 D)     |

### Dvouhra: 10 (6–4)
| Stav      | Č.  | Datum             | Turnaj                    | Povrch | Soupeř ve finále  | Výsledek           |
| --------- | --- | ----------------- | ------------------------- | ------ | ----------------- | ------------------ |
| Finalista | 1.  | 7. dubna 2003     | U.S.A. F8 Little Rock     | tvrdý  | Ignacio Hirigoyen | 6–3, 5–7, 3–6      |
| Vítěz     | 2.  | 12. ledna 2004    | USA F1 Tampa              | tvrdý  | Todd Widom        | 6–3, 6–4           |
| Finalista | 3.  | 17. května 2004   | U.S.A. F12 Tampa          | tvrdý  | KJ Hippensteel    | 6–1, 6–7(5–7), 2–6 |
| Vítěz     | 4.  | 2. srpna 2004     | Denver Challenger         | tvrdý  | KJ Hippensteel    | 7–6(7–5), 6–4      |
| Finalista | 5.  | 5. února 2005     | Tunica Resorts Challenger | antuka | James Blake       | 2–6, 3–6           |
| Vítěz     | 6.  | 4. července 2011  | USA F17 Pensylvánie       | antuka | Bjorn Fratangelo  | 7–5, 6–3           |
| Finalista | 7.  | 7. listopadu 2011 | Knoxville Challenger      | tvrdý  | Jesse Levine      | 2–6, 3–6           |
| Vítěz     | 8.  | 23. ledna 2012    | USA F3 Florida            | antuka | Jason Kubler      | 7–5, 6–3           |
| Vítěz     | 9.  | 19. března 2012   | USA F8                    | tvrdý  | Greg Ouellette    | 6–1, 6–2           |
| Vítěz     | 10. | 23. dubna 2012    | Savannah Challenger       | antuka | Augustin Gensse   | 6–4, 6–3           |